# محاصره اورشلیم توسط آشوریان
محاصره اورشلیم توسط آشوریان (انگلیسی: Assyrian siege of Jerusalem) محاصره اورشلیم، سپس پایتخت پادشاهی یهودا بود که توسط سناخریب، پادشاه امپراتوری آشوری نو انجام شد.